# Caminalcula
Los caminálculos (de Camín y animálculo) son un Phylum imaginario, creado por el biólogo evolucionista Joseph Camin, de la Universidad de Kansas, en 1960, del que también tomaron el nombre. Son unos "animales" ideales para el estudio de la clasificación taxonómica y evolutiva gracias a sus características. El Phylum está conformado por 29 especies vivientes y 48 especies fósiles.
El Caminalcules apareció por primera vez en forma impresa en la revista Systematic Zoology (ahora Biología Sistemática) en 1983, cuatro años después de la muerte de Camín en 1979. Robert R. Sokal publicó cuatro artículos, el primero que muestra el conjunto completo de Caminacules y el segundo que los utilizan para comparar los métodos de taxonomía numérica. Se han utilizado en la educación de la biología para enseñar los principios de la sistemática y evolución.